# Patrick DeMeyer
Patrick De Meyer ist ein belgischer Musiker, Komponist und Musikproduzent. De Meyer wurde Anfang der 1990er Jahre unter dem Pseudonym Tragic Error bekannt. In der Folgezeit komponierte und produzierte er Titel für Technotronic, T99, Daisy Dee und 2 Unlimited. De Meyer gilt in der belgischen Techno-Szene als Pionier.

## Leben und Werk
Mit dem Projekt Tragic Error und dem Titel Tanzen startete De Meyer seine Karriere. Das Projekt gilt als Meilenstein des New Beat. Mit der Formation T99 konnte er mit dem Titel 1990 Platz 14 in den britischen Charts erzielen. Der größte Erfolg seiner Tätigkeit war der Titel Pump Up The Jam der Gruppe Technotronic. Der Titel wurde mit Dreifach-Platin ausgezeichnet und errang den zweiten Platz in den Billboard-Hot-100-Charts. Der Titel verkaufte sich rund 3,5 Millionen Mal.
Mit Daisy Dee konnte De Meyer in Holland und im deutschsprachigen Raum mit Crazy und Pump It All the Way Up Erfolge erzielen. Für die Gruppe 2 Unlimited schrieb De Meyer den Titel Twilight Zone. Der Titel verkaufte sich international hervorragend. In Großbritannien erreichte der Titel den zweiten Platz, in Deutschland den zwanzigsten, in der Schweiz den fünfzehnten, in Österreich den zehnten und in Spanien den dritten Platz.